# Mawddwy Railway

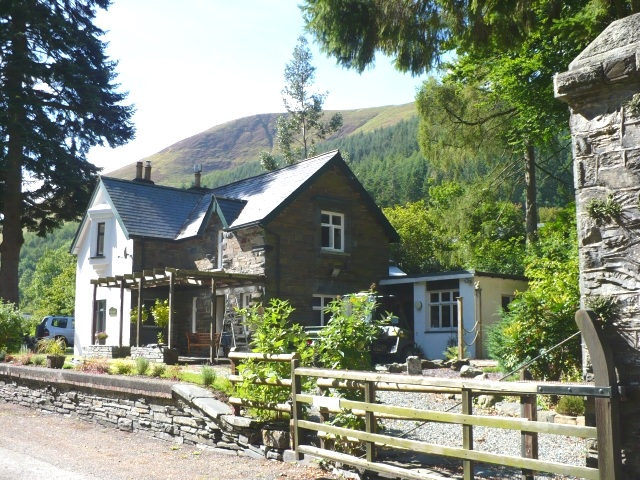
Ehemaliger Bahnhof in Dinas Mawddwy

Die Mawddwy Railway war eine britische Eisenbahngesellschaft in Montgomeryshire in Wales.

## Geschichte
Um den Schieferabbau um Dinas Mawddwy ans Schienennetz anzubinden, initiierte und finanzierte der Grundbesitzer und Unternehmer Edmund Buckley den Bau einer Eisenbahnstrecke durch das Dyfi-Tal von Dinas Mawddwy zur Cambrian Railways in Cemmaes Road.
Die Gesellschaft erhielt am 5. Juli 1865 die Genehmigung zum Bau der 10,9 Kilometer langen Strecke. Die Normalspur-Strecke wurde am 1. Oktober 1867 eröffnet. In Aberangell wurde die Hendre Ddu Tramway angebunden. Betrieben wurde sie vom bauausführenden Unternehmer Richard Francis. Das Transportaufkommen aus den Schieferminen war zu gering, um den Unterhalt der Strecke dauerhaft zu gewährleisten. Am 17. April 1901 musste deshalb der Personen- und am 8. April 1908 der Güterverkehr eingestellt werden.
David Davies erwarb die Gesellschaft und auf der Grundlage eines Light Railway Order wurde die Strecke mit Unterstützung der Cambrian Railways wieder aufgebaut. Die Wiedereröffnung erfolgte am 31. Juli 1911. Der Betrieb erfolgte durch die Cambrian Railways.
Mit dem Railways Act 1921 kam die Gesellschaft 1923 zur Great Western Railway.

## Lokomotiven
| Name     | Achsfolge | Hersteller     | Fabriknummer | Baujahr | Bemerkungen |
| -------- | --------- | -------------- | ------------ | ------- | --- |
| MAWDDWY  | Cn2t      | Manning Wardle | 104          | 1864    | geliefert 1865 an Richard Francis für den Bau der Potteries, Shrewsbury and North Wales Railway, im gleichen Jahr an die Mawddwy Railway. 1911 an die Van Railway, dort 1940 verschrottet. |
| DISRAELI | Cn2t      | Manning Wardle | 268          | 1868    | 1911 verschrottet |